# Univers de Gunnm
 (octobre 2021).
Si vous disposez d'ouvrages ou d'articles de référence ou si vous connaissez des sites web de qualité traitant du thème abordé ici, merci de compléter l'article en donnant les références utiles à sa vérifiabilité et en les liant à la section « Notes et références ».
L'univers du manga Gunnm et de ses suites prend place dans une dystopie basée sur une catastrophe écologique due à la collision d'une météorite avec la Terre, amenant l'humanité au bord de l'extinction. Si l'action du manga original se place sur Terre, les suites Gunnm Last Order et Gunnm: Kasei senki étendent son histoire au système solaire.

## Monde
Les différentes planètes du système solaire sont colonisées et organisées autour d'un grand conseil.

### Mercure
Mercure est devenue une planète invivable depuis que la tragédie des Gray-goo s'est terminée. Depuis lors, Mercure est recouverte d'une mer de nanomachines ressemblant à du métal liquide et détruisant tous robots chercheurs tentant de se poser à sa surface. Il semblerait qu'Abnormaly, une créature complètement inorganique participant au ZOTT, soit originaire de cette planète. Une des hypothèses formulées serait que cette mer de nanomachines ait permis le développement de vie non-organique, tout comme les mers ont permis le développement de la vie organique sur Terre.

### République de Vénus
Aux vues des propriétés de la planète, une colonisation en surface n'était pas possible, ainsi elle se limita a des colonies en orbite. Ces colonies se réunirent pour former la République de Vénus.
Un des objectifs majeurs de Vénus est la terraformation de la planète afin d'en coloniser la surface. Il se traduit notamment par la construction d'un bouclier anti-solaire pour faire chuter la température de la planète. Mais pour finaliser la transformation, les vénusiens ont besoin de la glace d'Encelade, un satellite naturel de Saturne. Cependant, ce satellite est aussi convoité par Jupiter, entraînant conflits et stoppant la terraformation.
Les Vénusiens considèrent le bébé humain comme la nourriture la plus à même de répondre à leurs besoins. Ils en fabriquent génétiquement afin de les manger.
Initialement, le fer de lance de la technologie vénusienne était la nanotechnologie. Toutefois, après la restriction drastique de la production de nanomachines imposée par l’échelle, Vénus s'est reconvertie dans la génétique, et utilise comme principaux outils des « guignols », c'est-à-dire des créatures vivantes créés dans un but précis avec un ADN de synthèse. Ces guignols sont considérés comme des objets à tous les points de vue.

### Fédération orbitale terrienne

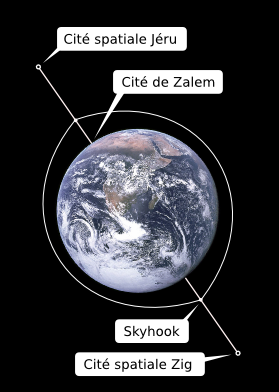
La Terre et les cités de Jéru et Zalem

À la suite de la chute du météore sur la Terre, l'espèce humaine est au bord de l'extinction, une épaisse couche nuageuse bloque les rayons du soleil, beaucoup d'humains régressent au stade animal ou subissent des mutations génétiques. Quelques-uns, cependant, réfugiés dans des abris, tentent tant bien que mal de conserver le savoir humain. Un de ces groupes parvient à retrouver et mettre en route un ordinateur quantique, baptisé Merlin, qui annonce que les nuages se dissiperont et que l'espèce humaine atteindra les étoiles. Les humains, galvanisés par cet oracle, l'accomplissent. Merlin sert de base à Melchizedech, l'intelligence artificielle, laquelle lance alors un plan pour rétablir l'espèce humaine. Soixante-dix années plus tard, la menace est écartée : le super ordinateur lance un projet de colonisation du système solaire avec la construction de l'échelle de Jacob, l'anneau orbital.
Ainsi après avoir établi une colonie en orbite et une sur la surface lunaire, l'humanité se propage vers Mars, Vénus et Jupiter. En même temps, l'anneau orbital est finalisé avec la construction de la station spatiale Jéru et de la station terrestre Zalem.
Mais les colonies proclament leur indépendance, affaiblissant l'influence de la Terre. Une attaque terroriste martienne rend Melchizedech fou et stoppe les opérations de terraformation. Plus tard, les peuples en orbite autour de la Terre et les colonies lunaires se rassemblent pour créer la Fédération orbitale terrienne.

#### Terre

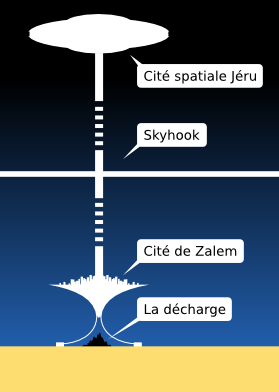
La décharge Zalem et la station spatiale Jéru reliés par l'ascenseur spatial

Dans Gunnm, une collision d'une météorite en 2012 avec la Terre a entraîné une catastrophe écologique, menant l'humanité au bord de l'extinction. Cette catastrophe a scindé la population en deux groupes. D'un côté, les habitants de Zalem, la ville suspendue qui pille et déverse ses ordures sur Kuzutetsu – la décharge à la surface – où la lie de l'humanité survit dans la violence.
- Zalem : Cité volante qui surplombe  Kuzutetsu. Elle est maintenue en l'air par une immense colonne qui se  perd dans le ciel, cette colonne semble faire office d'ascenseur spatial. Il est fait l'hypothèse qu'il existe une ville contrepoids, à l'autre bout de l'ascenseur. Zalem déverse un flux constant de déchets sur Kuzutetsu.
- Kuzutetsu : Ville décharge, ville chaotique où Gally sera élevée peu après sa découverte par le docteur Ido. Cet endroit ne connaît que violence, destruction, corruption et meurtre. Elle s'est fondée à l'emplacement de l'ancienne ville de Kansas City, aux États-Unis devenu Star City, la première ville reconstruite après le désastre[1].
  - Kansas-Bar  : « Taverne » moderne, le repaire des chasseurs de primes œuvrant pour le compte des usines.

#### Jéru
La station spatiale Jéru est le lieu de la Fédération le plus mis en avant dans Gunnm Last Order et semble aussi être le plus influent de la Fédération, accueillant notamment le conseil de l'Échelle. Tous ses habitants sont soumis à l'unanisme, un système de contrôle du cerveau grâce à une nanomachine nommée peacekeeper. Ce système permet de réprimer directement des réactions qui pourraient troubler la paix de la station. Ainsi la population, sans le savoir, est conditionnée. Elle ne ment plus, n'a plus de réactions violentes. Mais le système n'est pas parfait. Pour fonctionner, il a besoin de l'incubateur pour décharger durant la nuit les tensions du cerveau. Cet incubateur est constitué par l'ensemble des cerveaux qui ont été pris aux adultes de Zalem.

### Mars
Mars est une planète qui a abrité des colonies qui ont proclamé leur indépendance. C'est la deuxième planète avec la Terre à avoir le moins d'influence et de pouvoir. Dans la série originale Gunnm, c'était la seule planète autre que la Terre à être évoquée à travers les bribes de souvenirs de Gally. Cette planète a donc un rôle central, renforcé dans Gunnm Last Order. Elle est le lieu de la Genèse, dans un contexte apocalyptique de guerre totale entre Mars et ses voisins du système solaire, du Destin de Yoko, laquelle allait devenir Gally sur Terre 200 ans plus tard, une fois redécouverte dans la décharge par Ido qui lui donnera son nouveau nom, lequel ira de pair avec une nouvelle personnalité, distincte de celle de Yoko la martienne. La dualité de ces deux identités, martienne puis terrestre, est l'un des thèmes majeurs de la série...
Pour des raisons philosophiques et personnelles, les habitants de Mars ont décidé de refuser le mathusalyze pour vivre normalement le « naître-vivre-mourir ». L'Échelle y mène des opérations d'extermination d'enfants pour causes politiques. Mars est une planète en guerre depuis qu'elle a été colonisée, durant la période de Gunnm Last Order, quatre factions s'opposent : Le nouveau troisième Reich, empire néo-nazi cherchant à conquérir mars, le Front de libération de Mars, force soutenue par les jupitériens, l'armée Républicaine de Mars soutenue par Vénus et le Royaume de Mars, monarchie constitutionnelle initialement soutenue par l’échelle. À la suite des négociations conduites par la princesse Limeila, ces trois dernières factions vont s'allier. Mars est le berceau du panzer Kunst et de Gally. C'est durant la première des guerres sur Mars dite « Guerre de Terraforming » que Gally (Yoko à l'époque) a rejoint le panzer Kunst.

### Union du système de Jupiter
Elle se constitue de l'ensemble des colonies de Jupiter, de la première colonie sur le satellite Ganymède à celles qui ont ensuite été établies sur les autres satellites galiléens et les astéroïdes. Ses ressources en hélium 3 et en minerais sont un atout indéniable qui en font un état puissant. Les jupitériens sont dans leur majorité des cyborgs choisissant une forme non humanoïde.
Si Vénus s'est lancée dans la terraformation, l'Union a elle fait le choix du projet Toposphere qui consiste à créer une planète artificielle en orbite de Jupiter pour y établir des structures résidentielles. Ce projet nécessite un grand nombre de matériaux les conduisant à décomposer tous les satellites de Jupiter à l'exception de Ganymède ainsi qu'Europe et Callisto, qui abritent des résidences. Mais pour mener à bien ce projet, des ressources sont encore nécessaires ce qui amène Jupiter à convoiter la ceinture d’astéroïdes proche de Mars, provoquant un autre motif de conflit avec Vénus, elle aussi intéressée.

## Organisations

### Hunter Warriors
La décharge étant dépourvue de police, les usines gèrent le maintien de l'ordre en offrant des récompenses à ceux qui éradiquent les fauteurs de troubles. Les chasseurs de primes – appelés Hunter-Warriors – doivent s'enregistrer auprès des usines pour exercer et percevoir les primes. Aucune révolte de Hunter-Warrior n'est autorisée, ce crime étant jugé parmi les plus graves. Si un Hunter-Warrior se  rebelle, il est immédiatement détruit par les usines, à l'aide d'un missile  qui le repère grâce à ses ondes cérébrales, enregistrées lors de son inscription.[réf. nécessaire]

### GIB
Ground.Inspect.Bureau (地上観察局, Chijō Kansatsu Kyoku) (G.I.B.), Ground Investigation Bureau, Bureau d'enquête de la surface.

### MIB
Medical Inspection Bureau

## Culture

### Motorball
Le Motorball est une sorte de course ultra violente, très populaire dans la décharge. Les motorballeurs sont des cyborgs équipés de patins à roulettes qui se disputent à plus de 300 km/h le motorball, témoin d'environ 40 kg en forme de boule de bowling (avec plusieurs emplacements pour les doigts) dont la surface comporte des billes rotatives actionnées aléatoirement. Le motorball (et non les concurrents) doit effectuer un certain nombre de tours sur une piste fermée, le vainqueur étant celui qui passe la ligne d'arrivée motorball en main. Le concept rappelle le film d'anticipation Rollerball de Norman Jewison[réf. souhaitée] ainsi que le film Les guerriers du soleil d'Alan Johnson dont on aperçoit les graffitis sur la couverture du troisième volume.
Au Motorball, tout est permis excepté les points suivants : revenir en arrière volontairement (pénalité), un arrêt de plus de trente secondes (pénalité), un arrêt de plus d'une minute (disqualification), les armes non-intégrées au corps (armes de jet, à propulsion, explosives ou à radiations), les boosters, voler (crime de catégorie A), combattre dans les stands (disqualification), entrer au stand avec le motorball.
Lorsque le motorball est endommagé ou tombe hors de la piste, il est réintroduit sur la ligne de départ. S'il ne reste que deux participants, le jeu passe en mode duel : le dernier en état de se battre gagne.
Il y a des saisons de Motorball, un champion par ligue, et toute une série de circuits très différents. Les trois ligues permettent une certaine évolution selon le niveau. La « Troisième Ligue » regroupe les amateurs de tout poils, ce qui fait d'elle la plus violente de toutes les ligues. La « Seconde Ligue » est la plus populaire et les courses y sont plus tactiques, plus spectaculaires ; les participants - au nombre de cent - sont des professionnels. La « Ligue Majeure » regroupe l'élite, cinquante coureurs d'exceptions, dont le champion actuel est Jashugan ; les places y sont les plus chères et les courses sont également diffusées sur Zalem. On peut se lancer des défis entre les ligues, mais il est interdit d'engager un duel contre des Motorballeurs d'autres ligues sans former une équipe de challengers.

### Le Panzer Kunst
Remarque : que cela soit dû a une certaine méconnaissance de l'allemand de la part de l'auteur ou un problème de traduction, la plupart des termes allemand employés n'ont aucun sens ou sont totalement hors propos (il est par exemple fait référence à un cagibi et à une cage d'escalier).
Le Panzer Kunst (terme allemand composé de panzer (armure) et de kunst (art) peut signifier « Art de cuirasse ») est un art martial d'origine martienne, qui passe pour être le père des arts martiaux cyborg modernes. Cet art du combat a été inventé par le Künstler (l'artiste) Tiger Zahuel, qui fut un disciple de Kaelhula Sangwiss.
Les bases du Panzer Kunst sont avant tout des techniques visant à se caler sur l'opposant, sur son rythme et son corps, pour pouvoir le terrasser dans de très puissants contres. Le Panzer Kunst utilise avant tout des coups de coudes et de pieds, ainsi que des attaques à oscillations. Le Panzer Kunst est également très aériens et trouve toute sa dimension contre des opposants plus grands. Côté arme, les Künstler (litt. « artistes ») sont parfois armés de lames de coudes mais il n'y a nul besoin d'armes pour vaincre l'ennemi, quel qu'il soit.

#### Écoles
- Schneider : c'est le groupe de base des Künstler, la première école. Le Panzer Kunst appris dans le cadre du style Schneider est censé être le pur Panzer Kunst.
  - Le Grunthal : c'est la base principale de l'école Schneider sur Mars, c'est là que sont les dirigeants du Panzer Kunst, c'est l'endroit où fut fondé la première école du Panzer Kunst.
- Mauser : Branche parallèle, c'est un Panzer Kunst basé sur l'utilisation d'armes de tout genres, en particulier les lames de coudes, elbogen-blatt.
  - Le Kammer Grüppe : branche spéciale de l'école Mauser, le Kammer Grüppe est une branche criminelle du Mauser. Ses activités regroupent le terrorisme, sabotage, assassinat et torture
  - Kammer Fraü : une branche du Mauser, uniquement constituée d'éléments féminins.

Seiner Weisen : ce titre est plus une distinction honorifique qu'autre chose. Sont reconnus comme possédant le Seiner Weisen, les Künstler ayant leur propre style et techniques. C'est un peu comme le titre ès : on aurait Künstler Seiner Weisen (litt. « Artiste de ses manières »), comme Docteur ès Science par exemple.

#### Grades
Les Künstler sont divisés en neuf grades :
- Anfanger : Débutant.
- Shretel : Débutant confirmé.
- Rearingh : Apprenti.
- Gehsel : Combattant.
- Krieger : Guerrier.
- Höhe Krieger : Guerrier confirmé.
- Meister : Maître.
- Adept : Maître confirmé.
- Eld Meister : Grand Maître.

Pour situer Gally là dedans, c'est une meister de l'école Mauser faisant partie du Kammer Fraü, branche du Kammer Grüppe. Son maître, Einzug Rüstüngen était probablement un adepte de l'école Schneider.

### ZOT Tournament
Le ZOT Tournament est une compétition interplanétaire de combat. ZOT est l'acronyme de Zenith Of Things, que l'on pourrait traduire par « L'apogée de toute chose ».